# Machtolsheim
Machtolsheim ist ein Stadtteil von Laichingen und liegt im Alb-Donau-Kreis in Baden-Württemberg auf der Hochfläche der Schwäbischen Alb.

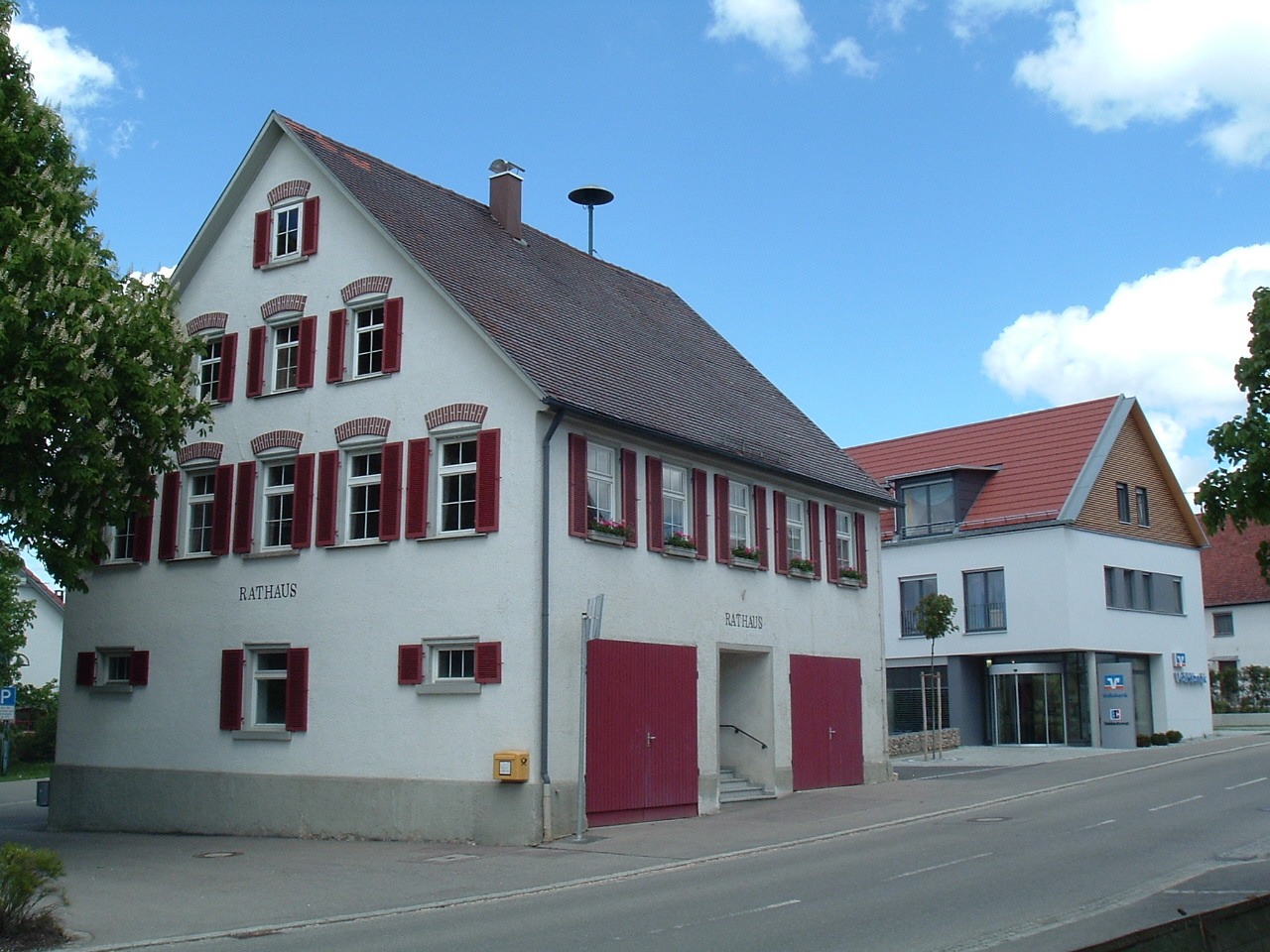
Rathaus mit Sitz der Ortsverwaltung in Machtolsheim

## Geschichte
Machtolsheim wurde im Jahr 1204 erstmals urkundlich erwähnt. Die Gründung des Ortes vermuten Experten jedoch zwischen dem 5. und 6. Jahrhundert durch die Alemannen. In den letzten Kriegstagen des Zweiten Weltkrieges wurde Machtolsheim mehrfach von amerikanischen Tieffliegern mit Bordwaffen und Bomben angegriffen. Dabei und bei einem weiteren Angriff durch amerikanische Panzer wurden mehrere Gebäude sowie der Turm der Kirche in Brand geschossen. Es kam zu Toten und Verletzten. In der Nachkriegszeit gehörte Machtolsheim zur amerikanischen Besatzungszone. Neben einer Wäschefabrik siedelte sich ein mittelgroßer Betrieb der Kunststoffbranche am Ortsrand an. Der erste Flächennutzungsplan des Landkreises Ulm entstand 1962 in Machtolsheim. In den folgenden Jahren wurden sämtliche kommunale Einrichtungen einer Erneuerung unterzogen. Kindergarten, Grundschule und Mehrzweckhalle wurden neu gebaut. 1964 wurde in Machtolsheim die erste biologische Sammelkläranlage im Landkreis Ulm in Betrieb genommen. 1973 war Machtolsheim Landessieger beim Wettbewerb „unser Dorf soll schöner werden“. Im Zuge der Gemeindereform um 1970 entschieden die Bürger sich gegen die Bildung einer neuen Gemeinde mit dem Nachbarort Merklingen. Am 1. Januar 1975 wurde Machtolsheim in die Stadt Laichingen eingegliedert und verlor damit seine Selbstständigkeit. Seit dem Jahr 1979 ist Machtolsheim berechtigt, die Bezeichnung "Erholungsort" zu führen.

## Wappen

### Wappenbeschreibung
In blauem, golden bordiertem Schild auf grünem Boden ein schreitendes goldenes Osterlamm mit Siegesfahne. An rotem, mit einem Kreuz besteckten Stock eine silberne Fahne, darin ein rotes Kreuz.

### Wappenbegründung
Das Wappen von Machtolsheim geht mindestens in die Zeit vor 1534 zurück, da das Osterlamm in dieser Form das Wappen des Klosters Blaubeuren war, zu dem Machtolsheim seit 1398 endgültig gehörte. Es ist damit eines der ältesten Dorfwappen des Alb-Donau-Kreises.

## Religion
Machtolsheim ist seit der Reformationszeit evangelisch. Die Laichinger Stadtteile Machtolsheim und Suppingen bilden seit 2009 eine Kirchengemeinde innerhalb des Kirchenbezirks Blaubeuren der Evangelischen Landeskirche in Württemberg. In den vergangenen Jahrzehnten haben sich zunehmend auch Menschen mit katholischem Glauben und anderer Glaubensrichtungen im Ort niedergelassen.

## Kultur und Sehenswürdigkeiten

### Bauwerke

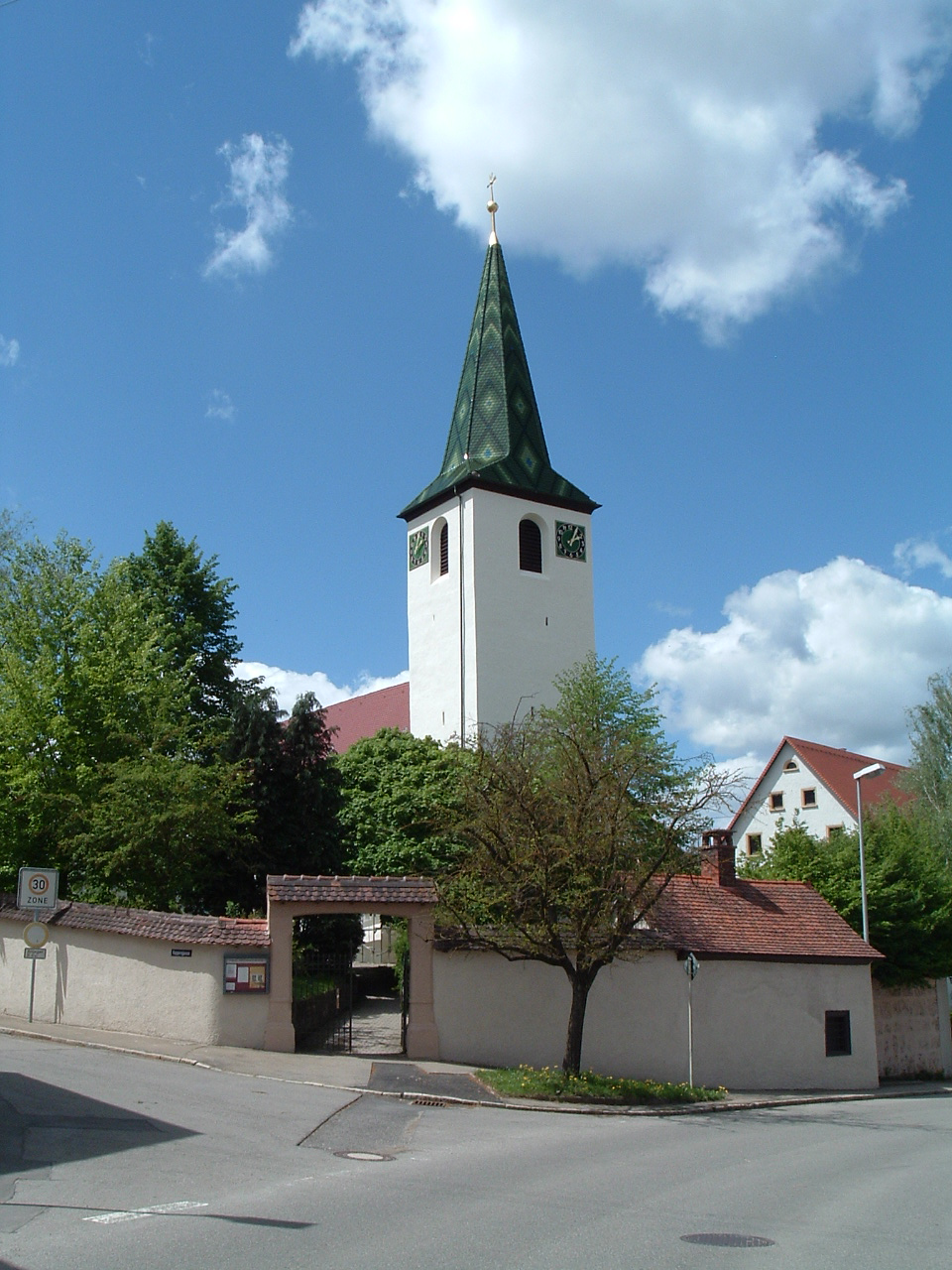
Liebfrauenkirche

#### Liebfrauenkirche Machtolsheim
Die evangelische Liebfrauenkirche ist eine barocke Dorfkirche und geht auf die Zeit von 1260 bis 1280 zurück. Als besonders sehenswert gilt die Stuckdecke der Kirche. Sie wurde in der jetzigen Form 1488 erbaut und im 18. Jahrhundert barockisiert: Der Degginger Stuckateur Johann Ulrich Schweizer schuf 1712 die Barock-Stuckdecke, die 1745 bemalt wurde. Eine umfassende Renovierung geschah um 1934 durch die Stuttgarter Architekten Klatte & Weigle.

#### Wasserturm Machtolsheim
Der Wasserturm wurde zur Versorgung der Orte Machtolsheim, Merklingen und Nellingen mit Trinkwasser gebaut. Der Turm hat eine Höhe von 37,7 m und verfügt über eine Aussichtsplattform.

### Grünflächen und Naherholung
- Auf der Gemarkung Machtolsheim, südlich des Ortes, befindet sich das „Camping- und Freizeitzentrum Heidehof“ sowie in unmittelbarer Nähe ein Ponyhof mit Märchenpark.
- Im Waldstück nahe dem Schützenhaus gibt es einen Trimm-Dich-Pfad, der von der Gemeinde gepflegt wird, sowie eine Schutzhütte mit Grillstelle.
- Die ortsansässige Firma Burkhardt Fruchtsäfte hat in unmittelbarer Nachbarschaft zum Firmengelände ein Streuobst-Biotop errichtet. Es sind dort die auf der Schwäbischen Alb heimischen Obstsorten erklärt. Ebenso gibt es eine Grillstelle und Sitzgelegenheiten zum Verweilen.

## Sport
Der Sportverein Machtolsheim 1921 e. V. ist der mitgliederstärkste Verein im Ort. Er wurde 1921 gegründet und umfasst mehrere Abteilungen. Das sportliche Angebot wird erweitert durch den im Jahr 1923 gegründeten Schützenverein Machtolsheim 1923 e. V.

## Wirtschaft und Infrastruktur

### Gewerbe
Im Ort gibt es mehrere Betriebe des produzierenden Gewerbes mit mittlerer Größe sowie einige Handwerksbetriebe. Freie Gewebeflächen in unmittelbarer Autobahnnähe stehen im Gewerbegebiet "Am Bahnhof" zur Verfügung. Ebenso liegt das Interkommunale "Gewerbegebiet Laichinger Alb" zu einem Teil auf Machtolsheimer Gemarkung.

### Bildung
Machtolsheim verfügt über einen dreigruppigen Kindergarten mit Kernzeitbetreuung und Betreuung von Kindern ab zwei Jahren sowie einer Grundschule mit den Klassen eins bis vier. Außerdem gibt es eine Mehrzweckhalle sowie eine Sporthalle.

### Verkehr
- Machtolsheim liegt an der Landesstraße 1230 zwei Kilometer entfernt von der Anschlussstelle Merklingen. Durch den Bau von zwei Ortsumgehungsstraßen fließt der überörtliche Verkehr weitgehend am Ort vorbei.
- Machtolsheim liegt ungefähr zwei Kilometer entfernt vom Bahnhof Merklingen – Schwäbische Alb an der Schnellfahrstrecke Wendlingen–Ulm. Bis 1985 hatte Machtolsheim noch einen eigenen Bahnhof an der stillgelegten Bahnstrecke Amstetten–Laichingen.

## Persönlichkeiten
- Michael Kalteisen (* 18. Juni 1729; † 3. Nov 1807 in Charleston, South Carolina), erster Präsident und Mitbegründer der „German friendly Society“, Kapitän der Fregatte South Carolina im Amerikanischen Unabhängigkeitskrieg.
- Georg Schmid (* 25. Juni 1925; † 19. Februar 2014), ehemaliger Bürgermeister und Ortsvorsteher von Machtolsheim, Ehrenbürger der Stadt Laichingen, Träger des Bundesverdienstkreuzes.